# Oberer Holzbach
Der Obere Holzbach ist ein Zufluss zum Moosbach im bayrischen Landkreis Bad Tölz-Wolfratshausen.
Er entspringt unter der Geländestufe zum Veiglberg und fließt zunächst nordwärts zum Mühlweiher der Sebaldmühle, in den er neben der Wallfahrtskirche St. Sebald in Egling einfließt. Der Mühlweiher (Lage des Mühlweihers) nimmt noch einen namenlosen längeren Zufluss aus nördlicher Richtung auf. Der Obere Holzbach, dann auch Weichselangerbach genannt, fließt südostwärts aus dem Mühlweiher wieder aus und mündet bald am Eglinger Ortsrand von rechts in den Moosbach.

## Galerie

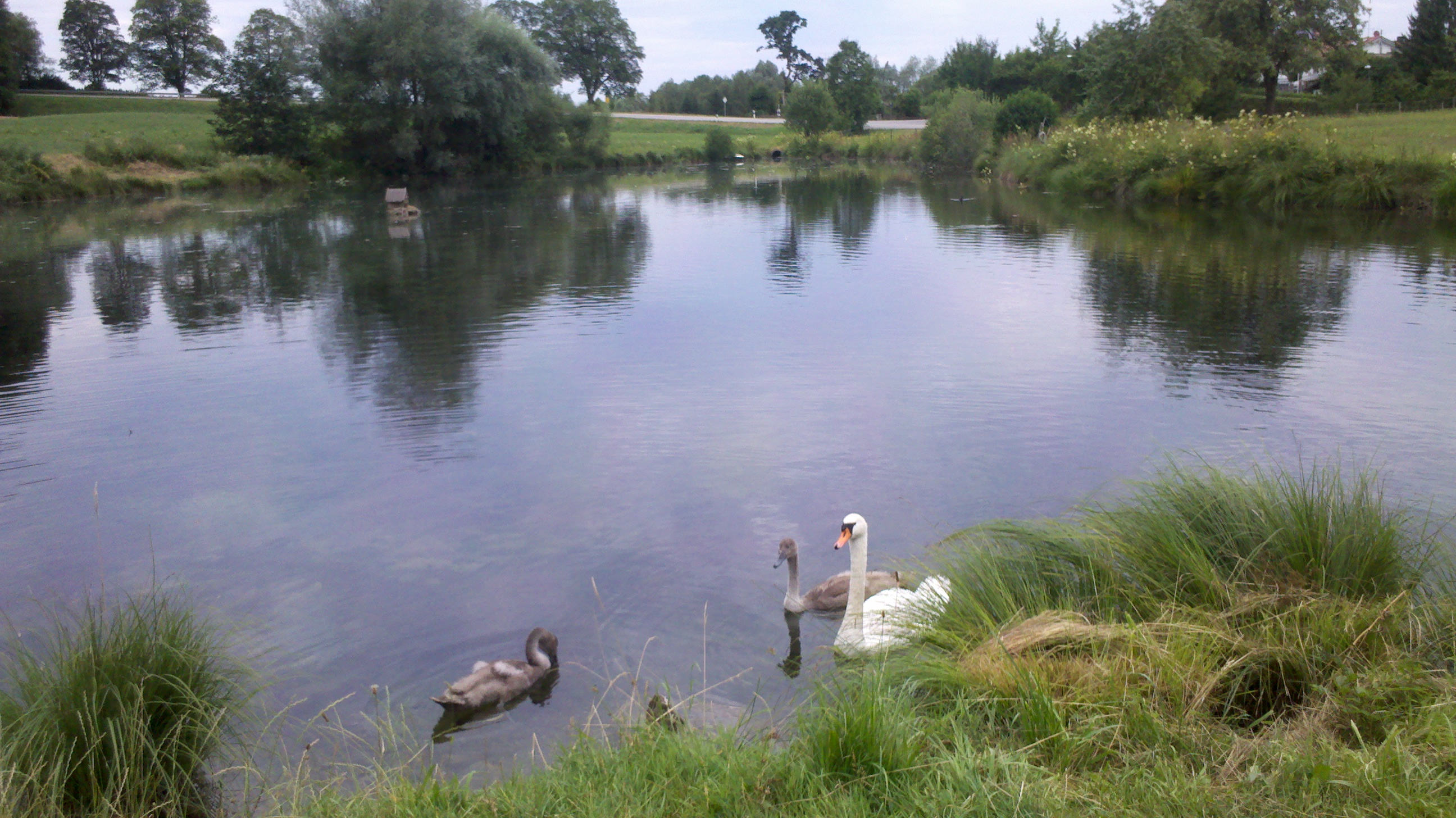
Vom Oberen Holzbach durchflossener Weiher der Sebaldmühle